# 続・ダルメシアン 100と1ぴきの犬の冒険
『続・ダルメシアン 100と1ぴきの犬の冒険』（ゾク・ダルメシアン ひゃくといっぴきのいぬのぼうけん、原題：The Starlight Barking）は、ドディー・スミスによる児童文学作品である。1967年にアメリカ合衆国とイギリスで同時刊行された。ディズニーのアニメーション映画『101匹わんちゃん』の原作本『ダルメシアン 100と1ぴきの犬の物語』（1956年）の続編であり、2020年現在映画化はされていない（101匹わんちゃんIIや102などは本著作とは関係ない）。
日本では1997年5月に『Modern Classic Selection 2 続・ダルメシアン 100と1ぴきの犬の冒険』のタイトルで文溪堂から発売された。全国学校図書館協議会・日本子どもの本研究会選定図書に選定される。

## 登場キャラクター
ポンゴ（Pongo）

## 日本語訳
- 『Modern Classic Selection 2 続・ダルメシアン 100と1ぴきの犬の冒険』（文渓堂、1997年5月第1刷発行 285頁(22cm)）ISBN 4-89423-182-4
  - ドディー・スミス／著、ジャネット&アン・グラハム＝ジョンストン（英語版）／絵、ジョン・バトラー／表紙絵、熊谷鉱司／訳